# That (Einheit)
That war ein Längenmaß in der Region Annam, die zum heutigen Vietnam gehört.
- 1 That =  30 Thuoc = 14,63 Meter
  - 1 Thuoc = 48,8 Zentimeter

Beachte: That ist nicht mit dem Maß Tat identisch.